# 圣马丹拉帕特鲁耶
圣马丹拉帕特鲁耶（法語：Saint-Martin-la-Patrouille，法語發音：[sɛ̃ maʁtɛ̃ la patʁuj]）是法国索恩-卢瓦尔省的一个市镇，属于马孔区。

## 地名
法语人名在日常人名译名以及《世界人名翻譯大辭典》、《法语姓名译名手册》等主流人名译名类书籍资料中多译作“马丁”，不过在《世界地名翻译大辞典》、《世界地名译名词典》和《法国地图册》等主流地名译名类书籍资料中多译作“马丹”。

## 地理
圣马丹拉帕特鲁耶（46°34'57"N, 4°32'54"E）面积6.76 平方千米，位于法国勃艮第-弗朗什-孔泰大區索恩-卢瓦尔省，该省份为法国中部省份，北起顺时针与科多尔省、汝拉省、安省、罗讷省、卢瓦尔省、阿列省和涅夫勒省接壤。
与圣马丹拉帕特鲁耶接壤的市镇（或旧市镇、城区）包括：容西、馬里、圣马塞兰德克赖、锡日勒沙泰勒。
圣马丹拉帕特鲁耶的时区为UTC+01:00、UTC+02:00（夏令时）。

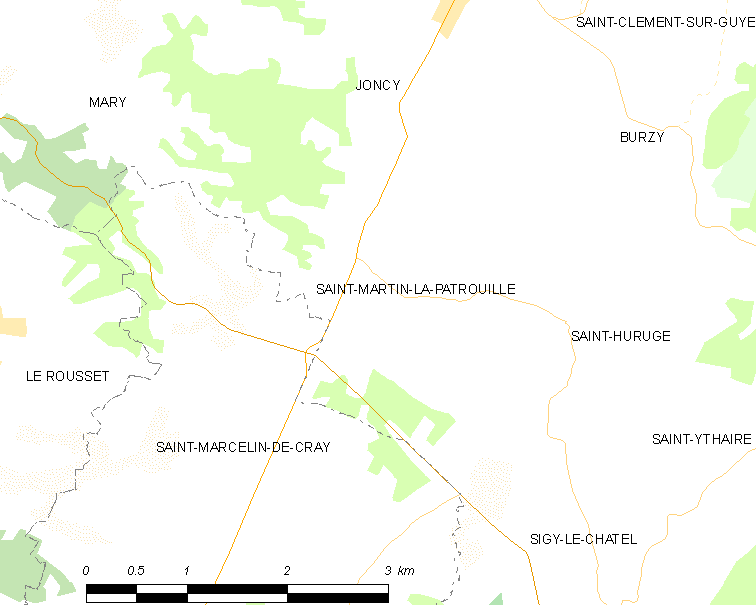
圣马丹拉帕特鲁耶的OSM定位图

## 行政
圣马丹拉帕特鲁耶的邮政编码为71460，INSEE市镇编码为71458。

## 政治
圣马丹拉帕特鲁耶所属的省级选区为布朗济县。

## 人口

1962-2008年间圣马丹拉帕特鲁耶人口变化图示

圣马丹拉帕特鲁耶于2022年1月1日时的人口数量为65人。